# Hologymnosus

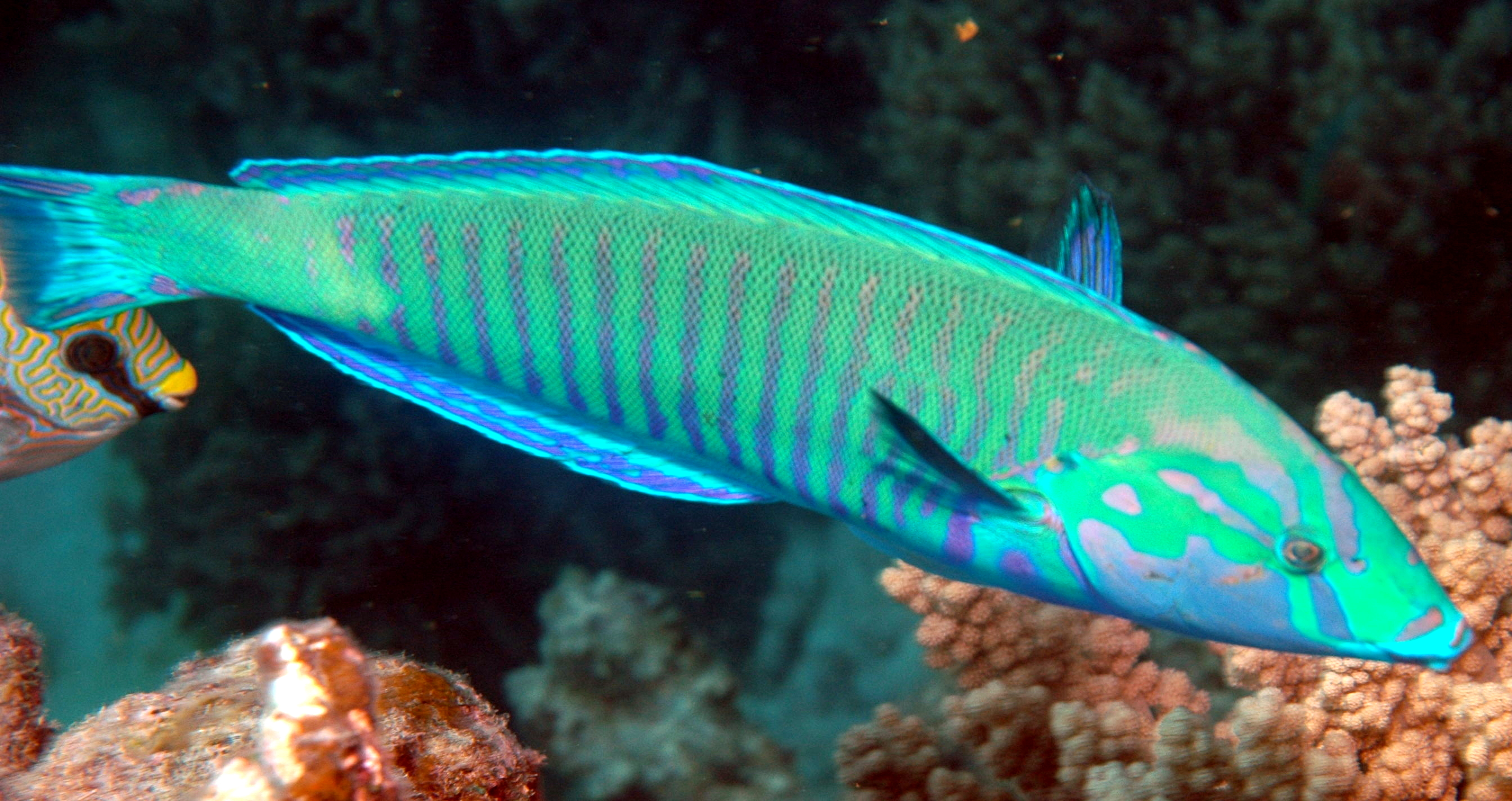
Hologymnosus sp.

Hologymnosus è un genere di pesci di acqua salata appartenenti alla famiglia Labridae.

## Habitat e distribuzione
Provengono dalle barriere coralline dell'oceano Pacifico e dell'oceano Indiano.

## Descrizione
Le specie di questo genere presentano un corpo allungato, compresso lateralmente e con la testa appuntita; la livrea varia dal marrone al verde-bluastro. Le dimensioni variano dai 32 cm di H. rhodonotus ai 50 di H. doliatus.

## Biologia
Sono pesci prevalentemente carnivori, e si nutrono sia di pesci ossei più piccoli che di invertebrati marini.

## Tassonomia
In questo genere sono riconosciute 4 specie:
- Hologymnosus annulatus
- Hologymnosus doliatus
- Hologymnosus longipes
- Hologymnosus rhodonotus

## Conservazione
Tutte e quattro le specie sono classificate come "a rischio minimo" (LC) dalla lista rossa IUCN, anche se sono saltuariamente pescate per l'acquariofilia e in particolare H. rhodonotus viene catturato per essere mangiato.